# Мой XX век
«Мой XX век» (венг. Az én XX. századom) — чёрно-белый художественный фильм 1989 года, режиссёрский дебют Ильдико Эньеди, поставившей фильм по собственному сценарию. Фильм завоевал ряд наград, в том числе приз «Золотая камера» Каннского кинофестиваля.
В 2000 году члены Венгерской ассоциации кино и телевидения и члены секции критиков кино и телевидения Венгерской ассоциации журналистов включили фильм в «Будапештскую дюжину» в число 12-ти лучших в истории венгерского кино. В 2012 году фильм вошёл в список 53 наиболее выдающихся венгерских фильмов по мнению Венгерской академии искусств.

## Сюжет
В начале и в конце фильма показаны сцены, в которых Томас Эдисон демонстрирует свои изобретения: в начале электрические лампочки, в конце телеграфная связь. Происходящее в фильме, начиная с первой сцены, время от времени комментируют звёзды на небе.
В 1880 году под Рождество родились две девочки-близняшки, Дора и Лили. Через несколько лет, также под Рождество, две девочки, продающие спички, засыпают на улице, и два человека в чёрных костюмах, бросив монетку, уносят их в разные стороны, разлучая на долгие годы.
Проходит 20 лет. Снова под Рождество в Восточном экспрессе едет Дора, светская львица-соблазнительница, ищущая среди мужчин в вагоне новую жертву. В Австрии в поезд садится Лили, революционерка-подпольщица, которая получила задание взорвать при помощи самодельной бомбы министра. Обе девушки, не зная друг о друге, выходят в Будапеште.
В городе Лили теряет на улице книгу, которую находит господин Z. Позже он знакомится с Лили в библиотеке. Они заходят в зоопарк, где шимпанзе в клетке произносит монолог. Также Лили слушает лекцию Отто Вейнингера для женщин, в которой он выступает с тезисом о том, что у женщин отсутствует логика и мораль и что в целом «женщина не существует». Позже господин Z помогает Лили перебраться через забор на территорию завода, где та, забравшись на трубу, разбрасывает прокламации идущим внизу рабочим. За это её, вероятно, временно ссылают: в одной из следующих сцен она показана на заснеженном пространстве, названном «Сибирь», где ездят на санях с собаками.
Между тем, отдыхая на круизном корабле, господин Z замечает среди пассажиров Дору, принимая её за переодетую Лили. Он подаёт ей знак, и Дора приходит к нему в каюту, где вынимает у него из кошелька деньги. Затем пара занимается любовью, а позже Z слышит из-за стены разговор девушки с ревнивым спутником.
Спустя некоторое время Z снова встречает в городе Лили, которую приглашает зайти к нему домой. Лили соглашается, однако не понимает, что Z пытается ей напомнить о встрече на корабле. Они проводят ночь вместе. На следующий день Лили собирается бросить бомбу в министра, выходящего из здания, но в последний момент не решается и убегает с зажжённой бомбой. Прячась от погони, она заходит в здание, где оказывается в зеркальном лабиринте. Туда же заходит ослик, который ранее появлялся в сцене, когда сёстры продавали спички под Рождество. Разыскивающий Лили господин Z также оказывается в лабиринте, где видит обеих сестёр, которые, однако, убегают от него.

## В ролях
| Актёр          | Роль                  |
| -------------- | --------------------- |
| Дорота Сегда   | Дора / Лили / их мать |
| Олег Янковский | господин Z            |
| Паулюс Манкер  | Отто Вейнингер        |
| Петер Андораи  | Томас Эдисон          |
| Габор Мате     | господин К            |
| Дьюла Кери     | ювелир                |
| Шандор Тери    | офицер                |

## Награды
- 1989 — Каннский кинофестиваль — «Золотая камера»
- 1989 — Неделя венгерского кино — Приз лучшему режиссёру
- 1989 — Неделя венгерского кино — Премия имени Джина Москауица[3]